# Camée Blacas

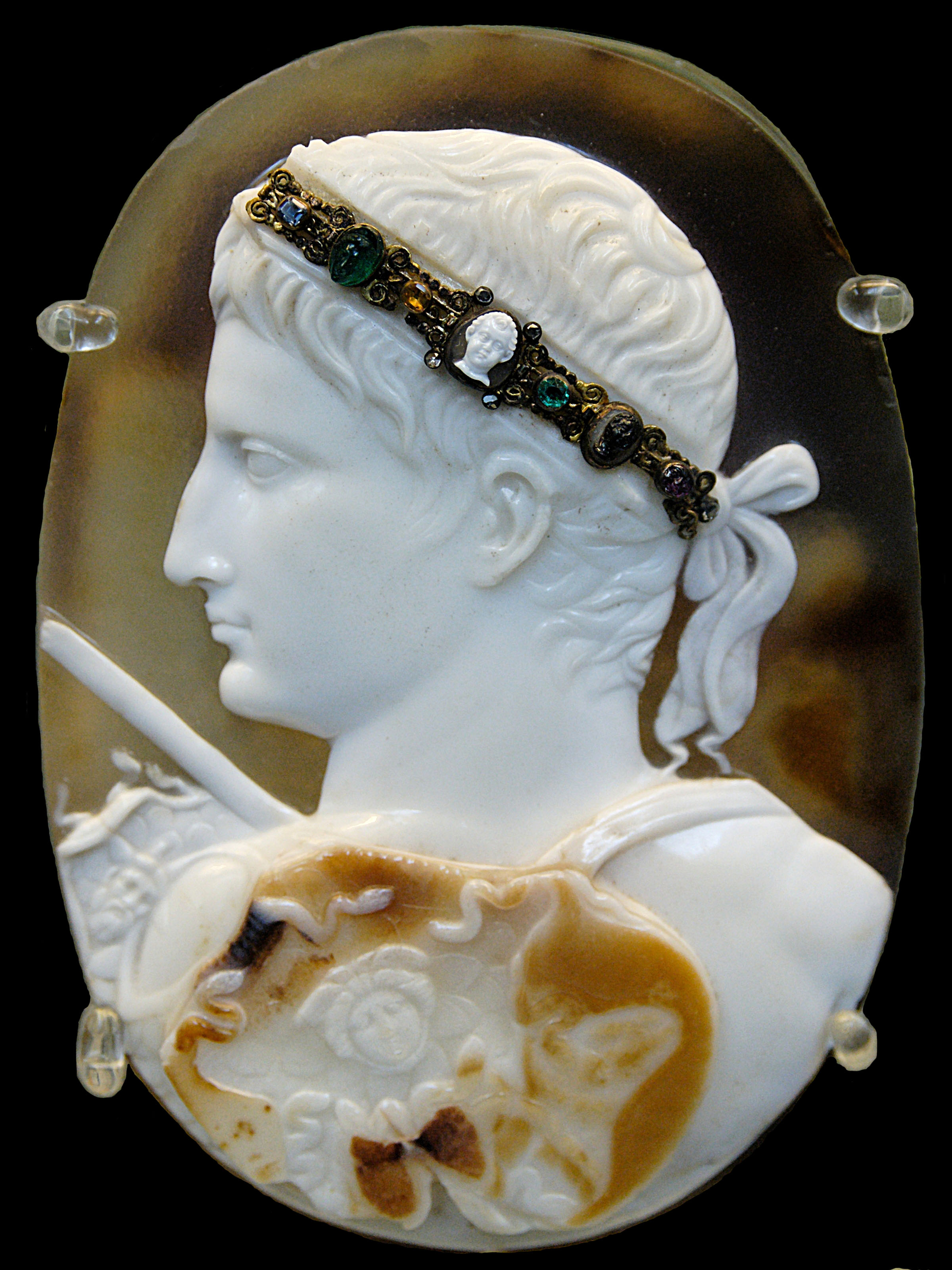
Camée Blacas, British Museum.

Le Camée Blacas est un camée romain de très grande taille, d'une hauteur de 12,8 cm, gravé dans un bloc de sardonyx à quatre couches alternées de blanc et de brun. Il montre le visage de l'empereur Auguste vu de profil. Il est probablement un peu postérieur à sa mort en 14, peut-être des années 20-50. Il est entré au British Museum en 1867, après l'acquisition de la célèbre collection d'antiquités que Louis, duc de Blacas, avait héritée de son père, qui comprenait aussi le trésor de l'Esquilin. Il est habituellement exposé dans la salle 70.
Il fait partie d'un groupe de pierres précieuses gravées du trésor impérial, parfois nommé camées de l'État, qui tirent vraisemblablement leur origine du cercle rapproché de la cour d'Auguste, le montrant avec des attributs divins qui étaient encore politiquement sensibles et, dans certains cas, avaient une connotation sexuelle qui n'aurait pu être exposée à un plus large public. Ces camées comprennent la Gemma Augustea du Kunsthistorisches Museum de Vienne (qui possède aussi la Gemma Claudia montrant l'empereur Claude, son frère et leurs épouses) et le Grand Camée de France, à Paris.

## Description
Auguste est toujours représenté comme un homme jeune, dont les traits sont fortement idéalisés en comparaison avec les descriptions faites de lui dans la littérature qui, contrairement aux conventions de ses portraits, le décrivent comme "un homme âgé, aux traits tirés, maladifs, mais encore empreints de noblesse", avec "un air de majesté lointaine et sans âge". Ici, il est montré de dos, la tête tournée de profil considérablement agrandie par rapport au corps. Il porte, jetée par-dessus son épaule, l'égide, un attribut de Jupiter, taillée dans la couche supérieure de couleur brune de la pierre. L'égide est ici représentée en réduction comme une sorte de manteau de peau de chèvre décoré, avec un trou pour passer la tête.
La tête de Gorgone est représentée dans la partie centrale blanche de l'égide, tandis qu'un autre visage est visible de l'autre côté de l'égide, en saillie sur la gauche, peut-être celui de Phobos, personnification de la peur, souvent mentionné dans la littérature grecque dans les descriptions du décor des boucliers des héros, en premier lieu dans celles faites de l'égide dans l'épopée homérique, La posture et tous ces détails sont très comparables à ceux du camée conservé au Metropolitan Museum of Art, New York, où le corps est traité de manière plus efficace. À New York, l'un des visages est interprété comme "un dieu du vent, peut-être une personnification des vents d'été qui ont amené la flotte de l’Égypte à Rome et donc une référence indirecte à l'annexion de l’Égypte par Auguste après la défaite d'Antoine et Cléopâtre à Actium en -31".

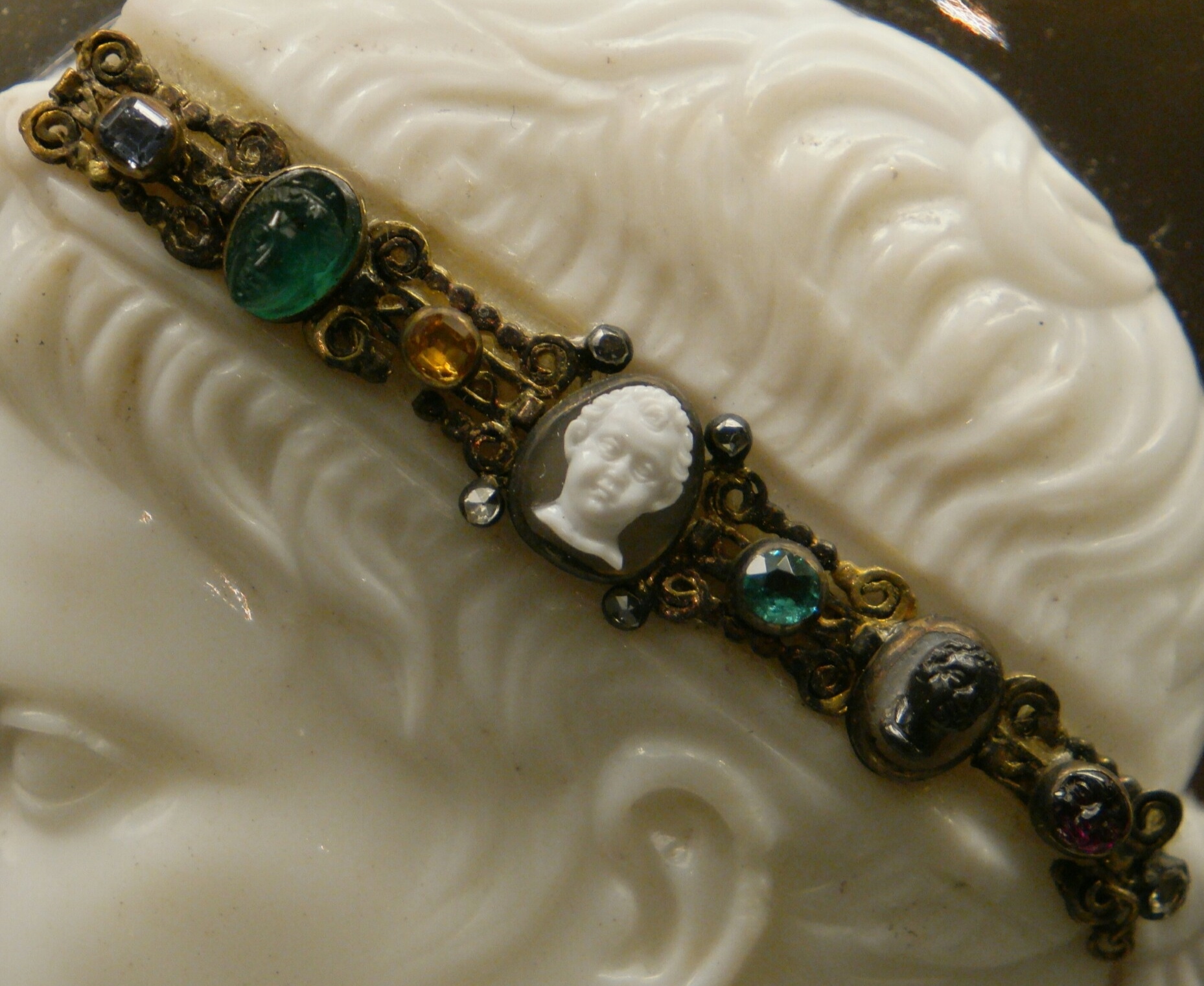
Détail du camée, montrant le diadème royal.

Auguste porte un diadème royal qui n'était peut-être à l'origine que le bandeau de tissu dont on voit les extrémités attachées en arrière de la tête. La bande d'or décorée de pierreries est probablement médiévale ; elle est enregistrée comme ayant fait l'objet d'une réparation au début du XVIIIe siècle, lorsque le camée se trouvait dans la collection de Leone Strozzi, archevêque de Florence, au-delà duquel on ne peut remonter dans l'histoire des propriétaires de l'objet. Cet ajout pourrait indiquer que le camée a été incorporé à un reliquaire ou à un autre objet médiéval, comme l'a été un autre camée d'Auguste formant la pièce centrale de la Croix de Lothaire. Un bâton, peut-être un sceptre ou une hampe de lance, est disposé en diagonale vers la gauche, avec une sangle sur l'épaule droite, sans doute pour tenir une épée à la taille. On connaît de telles dispositions montrant une égide dans l'art hellénistique, avec l'intention probable de montrer un souverain combattant, dans la tradition d'Alexandre le Grand, lui-même souvent représenté portant l'égide. Marc-Antoine aussi la porte dans certaines représentations qu'on a de lui.
Comme dans d'autres camées de l'État et certains monuments de l'époque d'Auguste, comme l'Ara Pacis, le style est fortement néo-classique et idéaliste, en contraste avec le réalisme qui a marqué la sculpture romaine, en particulier dans les portraits. Certaines familles romaines patriciennes ont continué à faire usage du style réaliste, peut-être comme une marque d'opposition discrète à l'encontre du principat d'Auguste. Ce style était aussi celui qu'affectionnaient les riches affranchis pour leurs monuments funéraires. Le style idéalisant du Camée Blacas est peut-être attribuable à l'un des rares artistes dont les noms sont parvenus jusqu'à nous, comme Dioscoride d'Aegeae en Cilicie qui, aux dires de Pline l'Ancien et de Suétone, a gravé le sceau personnel d'Auguste, aujourd'hui perdu, bien que survivent d'autres pierres précieuses apparemment signées de sa main. On peut supposer l'existence d'un atelier d'État, sans doute dirigé par des artistes grecs, à l'origine de la production de ces joyaux. Le camée semble avoir été taillé dans une œuvre plus grande. Les camées de l’État survivants proviennent de collections médiévales où ils étaient clairement très prisés ; ils sont présumés, tout comme les différents diptyques consulaires et d'autres ivoires, être restés hors de terre depuis l'Antiquité.

## Galerie

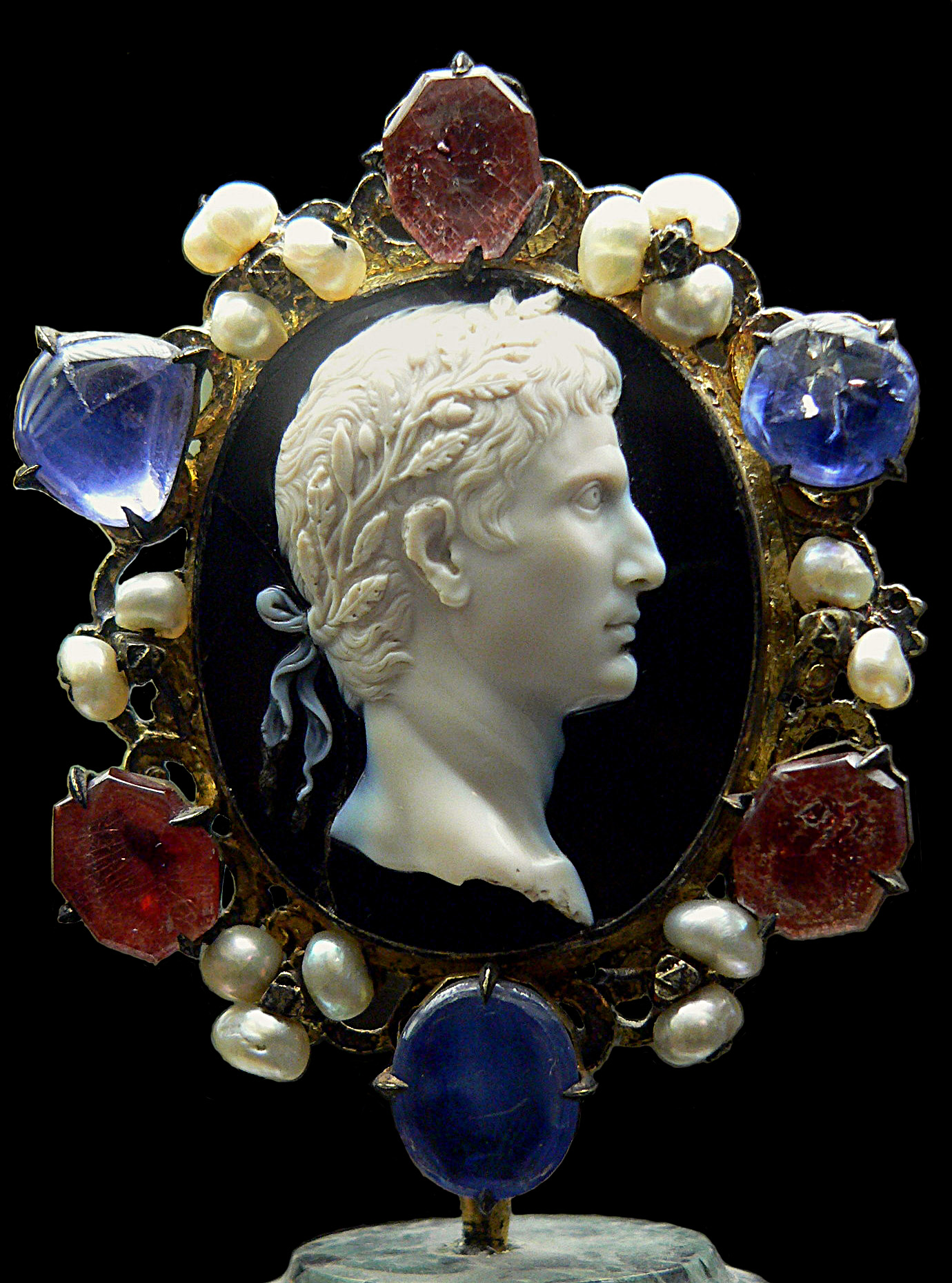
Camée d'Auguste, l'un de ceux attribués par certains à Dioscoride, avec un cadre médiéval. Trésor de l'abbaye de Saint-Denis.
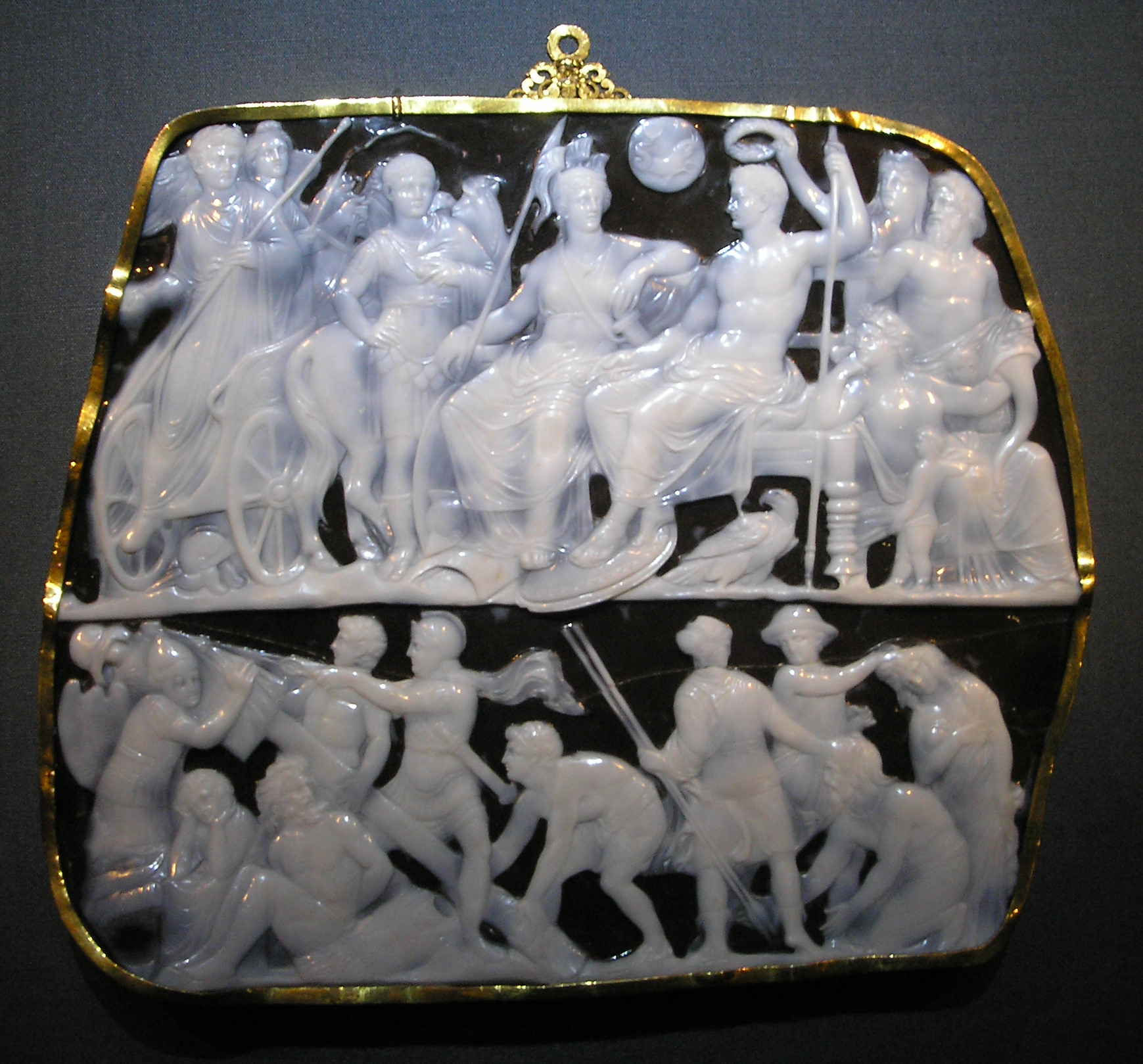
Le camée dit Gemma Augustea, en onyx à deux couches, 19 × 23 cm.
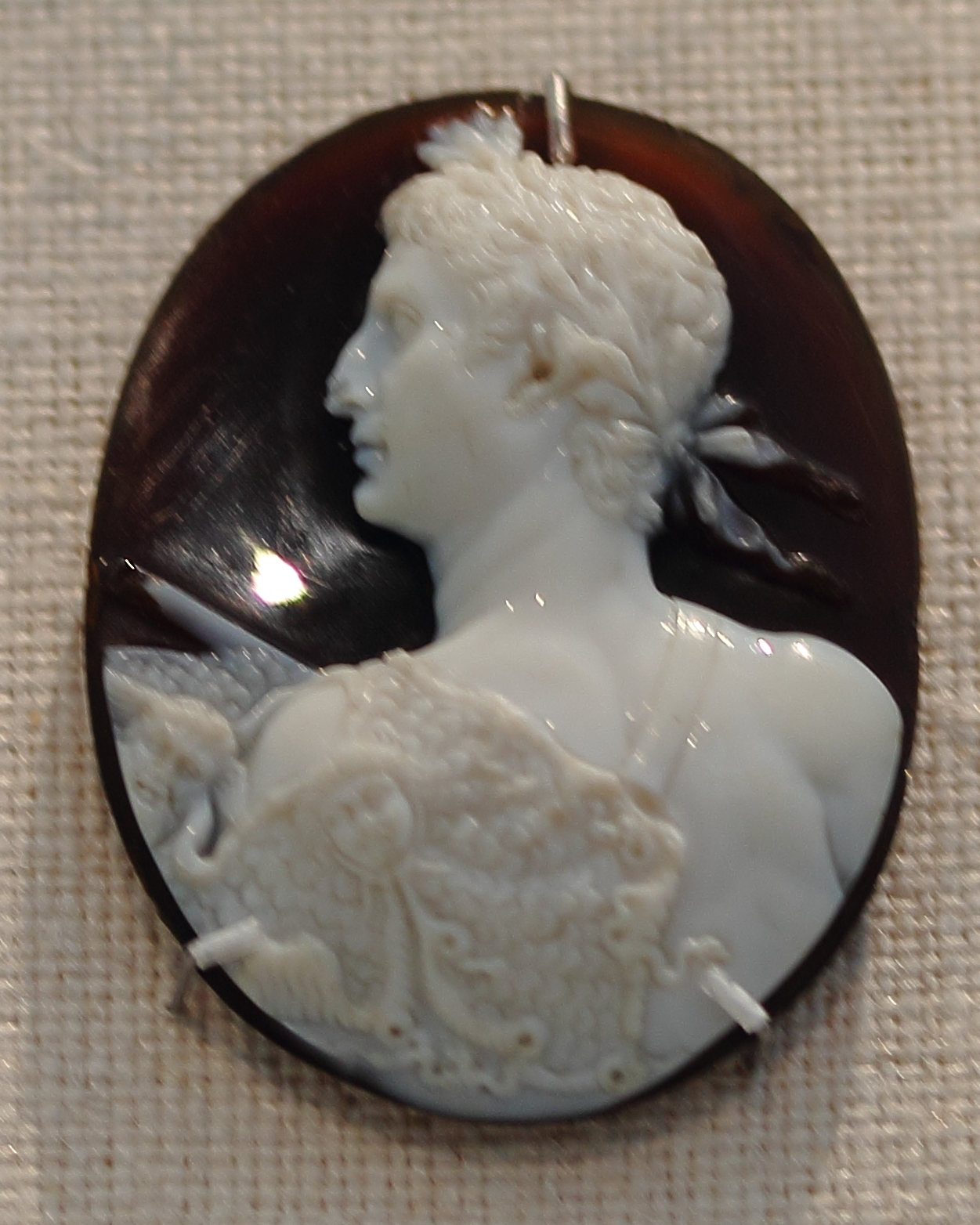
Un autre camée d'Auguste portant l'égide. Metropolitan Museum of Art.
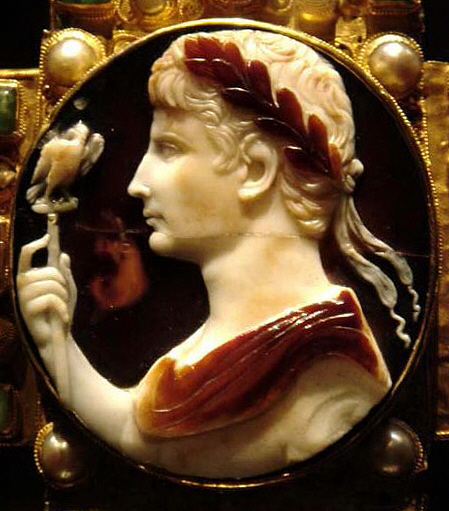
Le camée d'Auguste, au centre de la Croix de Lothaire.